# Rivoluzione egiziana del 1952
La Rivoluzione egiziana del 1952 (in arabo ثورة 23 يوليو 1952‎?, Thawra thalātha ʿishrīn yūliyū alf wa-tisʿu miʾat ithnāni wa-khamsīn), nota anche come la Rivoluzione del 23 luglio o Rivoluzione dei Liberi ufficiali, è iniziata con un colpo di Stato messo in atto in quella notte da un gruppo di militari dell'esercito egiziano detti "Liberi Ufficiali".
La rivoluzione fu inizialmente volta a deporre il sovrano, Re Fārūq I, ma il movimento rivoluzionario militare decise l'anno seguente di abolire la monarchia costituzionale e di trasformare l'Egitto in una repubblica. L'evento ispirò numerosi colpi di stato in altri paesi arabi e africani che posero fine a molte delle monarchie in favore di regimi repubblicani, ispirati da ideali repubblicani, anti-imperialisti, terzomondisti e progressisti.

## Cause

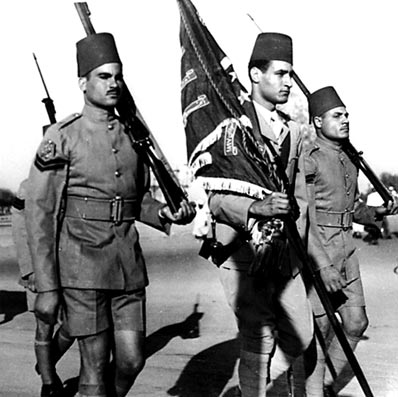
Il giovane ufficiale Gamal Abd el-Nasser (al centro, col vessillo del suo battaglione) in una foto scattata verso il 1948

- La monarchia egiziana era vista come corrotta e filo-britannica (l'Egitto era stato un protettorato dell'Impero britannico formalmente fino al 1936, ma anche in seguito il Regno Unito avrebbe continuato a far sentire la sua soverchiante presenza negli affari egiziani). I fasti della corte apparivano come un'intollerabile provocazione verso la maggior parte del popolo che viveva in condizioni di spiccata povertà.
- Le politiche di Re Fārūq completarono l'immagine pubblica di un governo fantoccio nelle mani del Regno Unito.
- La corruzione era presente in più istituzioni dell'Egitto: la polizia, l'esercito, il parlamento ed anche la corte del Re.
- La secca sconfitta della guerra del 1948 contro Israele venne addebitata al Re, perché esso aveva incoscientemente promosso quel conflitto, ben sapendo quale fosse l'inadeguatezza delle sue forze armate, peggiorando le già precarie condizioni economiche dell'Egitto.

Come conseguenza di queste quattro cause, un gruppo di ufficiali dell'esercito, guidato dal colonnello Gamal Abd el-Nasser, formò un movimento clandestino chiamato i Liberi Ufficiali.

Essi presero come loro front-man uno dei più alti ufficiali generali dell'esercito, che godeva di buona popolarità nell'opinione pubblica egiziana, il generale Muhammad Naguib (anch'egli molto deluso da Re Fārūq), per dimostrare la serietà del loro gruppo e attrarre il maggior numero di ufficiali possibile tra le proprie file.
Nel messaggio ufficiale che Naguib trasmise a Re Fārūq il 26 luglio, giorno in cui il sovrano abdicò in favore del figlio Fuʾād II, fu fornita al monarca una sintesi delle motivazioni che avevano portato al colpo di stato. Ecco un estratto dalla dichiarazione:

## Sulla strada della Rivoluzione (gennaio-luglio 1952)

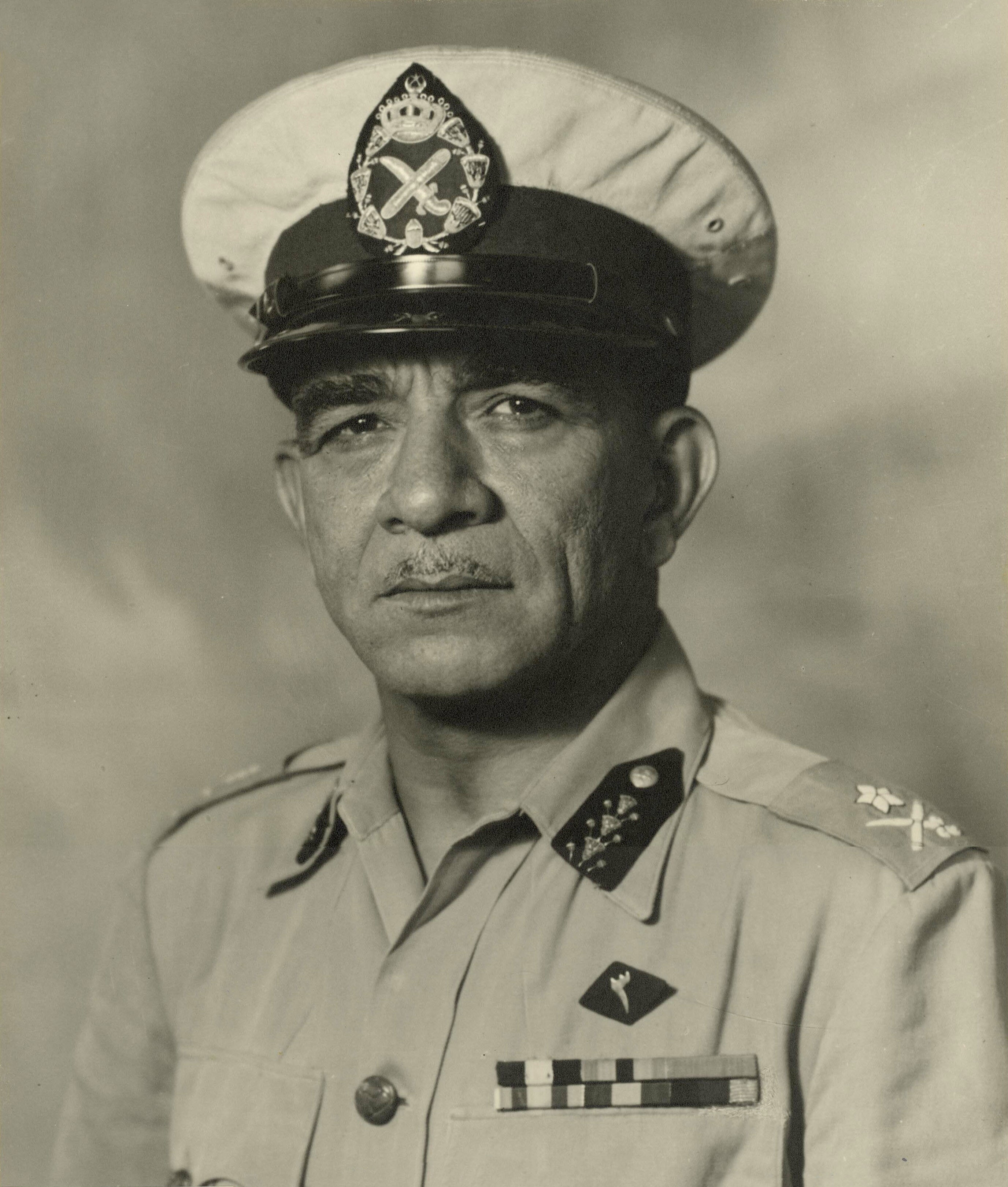
Il generale Muhammad Naguib

Il 25 gennaio 1952, le truppe britanniche attaccarono la polizia egiziana nella caserma de Il Cairo, dopo che gli ufficiali egiziani si rifiutarono di dare la resa. Cinquanta agenti del corpo militare egiziano furono uccisi e circa un centinaio gravemente feriti, fu la prima goccia che cominciò a far traboccare il vaso.
I disordini che ne conseguirono, tra i quali gli incendi che venivano appiccati nei quartieri residenziali del Cairo, vennero visti come l'inizio della fine per la monarchia. Il giorno successivo, 26 gennaio, detto anche il "Sabato Nero", cominciò quella che gli egiziani chiamarono la seconda rivoluzione egiziana (la prima è considerata quella del 1919). Durante le sommosse che scoppiarono nella capitale del Regno, i rivoltosi attaccarono soprattutto siti di interesse per gli stranieri e imprese, soprattutto se gestite da britannici: uffici delle compagnie aeree, hotel, cinema e grandi magazzini, erano gli obbiettivi più frequenti. Testimonianze di stranieri in visita al Cairo durante gli incendi dicevano che le folle erano bene organizzate e sapevano esattamente dove e come colpire; in questo frangente le truppe britanniche intervennero per sedare le rivolte in sostituzione della polizia che qua e là cominciava a dare i primi segnali di ammutinamento.
Re Fārūq depose il governo di Mustafa al-Nahhas, e il parlamento egiziano vide nei mesi seguenti numerosi Primi ministri susseguirsi uno dopo l'altro, ognuno di breve durata in carica: ʿAli Māher Pascià (27 gennaio - 2 marzo 1952); Ahmad Najib al-Hilali Pascià (2 marzo - 29 giugno 1952, e 22-23 luglio 1952) e Husayn Sirri Pascià (2-20 luglio 1952). Questi "ministeri salvezza", come vennero chiamati, non riuscirono ad arrestare la sempre più violenta spirale verso il basso che trascinava l'Egitto.
La corruzione rimaneva onnipresente nonostante i tentativi di numerosi ministri miranti a porre rimedio alla situazione di degrado morale e finanziario.
Il malcontento generale fu ascoltato dall'esercito e nel gennaio del 1952 alcuni agenti dell'opposizione, appoggiati dai Liberi Ufficiali, presero il controllo del consiglio di amministrazione delle Forze Armate. Il 16 luglio, il Sovrano farà il suo ultimo e fatidico errore, annullerà le elezioni per il nuovo governo, nominando propri sostenitori, nel tentativo di recuperare nelle proprie mani il controllo dell'esercito; nel frattempo il governo britannico constatata l'impossibilità di sedare le rivolte diede ordine di evacuare le truppe dal Cairo spostandole a difesa del Canale di Suez, lasciando di fatto il sovrano alla mercé dei rivoltosi.
Perso l'appoggio inglese il Re tentò un ultimo colpo di mano cercando di fare un colpo di Stato assumendo direttamente il comando delle truppe nella notte tra il 5 e il 6 agosto, ma quando il generale Muhammad Naguib venne a conoscenza di questa mossa del re, annunciò ai suoi soldati di tenersi pronti per anticipare il golpe alla notte del 22 luglio.

## Il colpo di Stato e la Rivoluzione

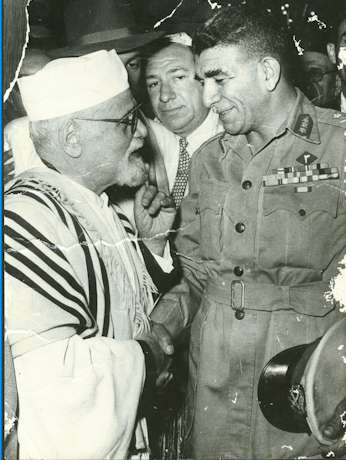
Il presidente Naguib con il rabbino capo d'Egitto Haim Nahum nel 1953

Nella notte tra il 22 e il 23 luglio, avvenne il colpo di Stato in Egitto, messo in opera dal movimento dei Liberi Ufficiali, e guidato da Naguib e Nasser. Le forze armate occuparono i ministeri, le stazioni radio e tutti gli obbiettivi militari ed in brevissimo tempo la capitale, Il Cairo, cadde in mano loro.
Alle 7.30 del mattino del 23 luglio, il golpe venne annunciato a tutto l'Egitto via radio. Dalla stazione radiofonica venne rilasciato il primo comunicato della rivoluzione a nome di Naguib, rivolto al popolo egiziano, in cui si fornivano le spiegazioni per la quale quell'atto era stato necessario, al fine di salvare la Patria. La voce che tutti ascoltarono alla radio era quella di un membro dei Liberi Ufficiali, e futuro presidente dell'Egitto, Anwar al-Sadat:
Naguib sarà proclamato Capo del governo, mentre re Faruq I prenderà la via dell'esilio, lasciando il trono al figlio di pochi mesi, Ahmad Fu'ad, che sarà peraltro portato con lui in Italia fino al 18 giugno 1953, quando fu abrogata ufficialmente la monarchia e Naguib divenne il primo presidente della Repubblica Egiziana. 

Il 14 novembre 1954 con un colpo di mano tutto interno al Consiglio del Comando della Rivoluzione, Nasser assunse nelle sue mani il potere, ponendo agli arresti domiciliari Neguib, liberato solo nel 1972 da Anwar al-Sadat.